# Sergio Gutiérrez Prieto
Sergio Gutiérrez Prieto (Escalona, 11 de julio de 1982) es un político español del Partido Socialista Obrero Español (PSOE), diputado del Congreso de los Diputados y presidente de la Comisión de Asuntos Exteriores desde 2019.
Anteriormente ha sido diputado del Parlamento Europeo entre 2010 y 2019. En octubre de 2017 se convirtió en secretario de organización del PSOE Castilla-La Mancha.

## Biografía

### Formación y primeros años
Nacido el 11 de julio de 1982 en Escalona (provincia de Toledo), se licenció en derecho por la Universidad Complutense de Madrid, cursando posteriormente un máster en Gestión y Dirección de Empresas (MBA) por la Universidad Carlos III de Madrid. 
Fue portavoz de la Plataforma Regional en Defensa de la Educación Pública de Castilla-La Mancha durante los actos contra la LOU y la LOCE (2000-2003) y Presidente Regional de la Unión Progresista de estudiantes de Castilla-La Mancha (1999-2003), así como Suplente del Consejo Escolar del Estado en representación de los estudiantes (2005-2006; Miembro de la Comisión Permanente de la Federación de Asociaciones de Estudiantes Progresistas de España (2004-2006) y Presidente de la Comisión gestora del Consejo de la Juventud de Toledo (2006).

### Política municipal y en las Juventudes Socialistas
Militante de las Juventudes Socialistas (JSE), se presentó en la candidatura del Partido Socialista Obrero Español (PSOE) por Toledo al Congreso de los Diputados para las 2004 con tan solo 21 años, ocupando el tercer lugar de dicha candidatura, sin obtener escaño. También en 2004 se convirtió en secretario general del PSOE en Escalona. También es miembro del Comité Provincial del PSOE de Toledo y del Comité Regional del PSOE de Castilla-La Mancha desde el año 2000.
En 2007 fue elegido en las municipales de 2007 concejal del Ayuntamiento de Escalona. Entre 2007 al 2009 desempeñó las concejalías de patrimonio, turismo, transporte y juventud; y desde el año 2009 al año 2011 las de empleo, régimen interior, festejos y transporte. Fue candidato por el PSOE para las elecciones de 2008 en el Senado por de la provincia de Toledo, pero no consiguió el escaño de senador. En 2011 pasó a ejercer de delegado de Hacienda, Festejos y Portavoz del grupo municipal socialista en el consistorio.
En el 23.º Congreso Federal del 20, 21 y 22 de julio de 2007 de las JSE, resultó elegido secretario general de la organización, recibiendo el apoyo del 93,6% de los delegados.

### Eurodiputado
Formó parte de la lista, en el número 22, del PSOE para las elecciones europeas de junio de 2009, no siendo elegido en un primer momento al obtener la lista solo 21 escaños. No obstante, tras la salida de Magdalena Álvarez para ser vicepresidenta del Banco Europeo de Inversiones ocupó su escaño.

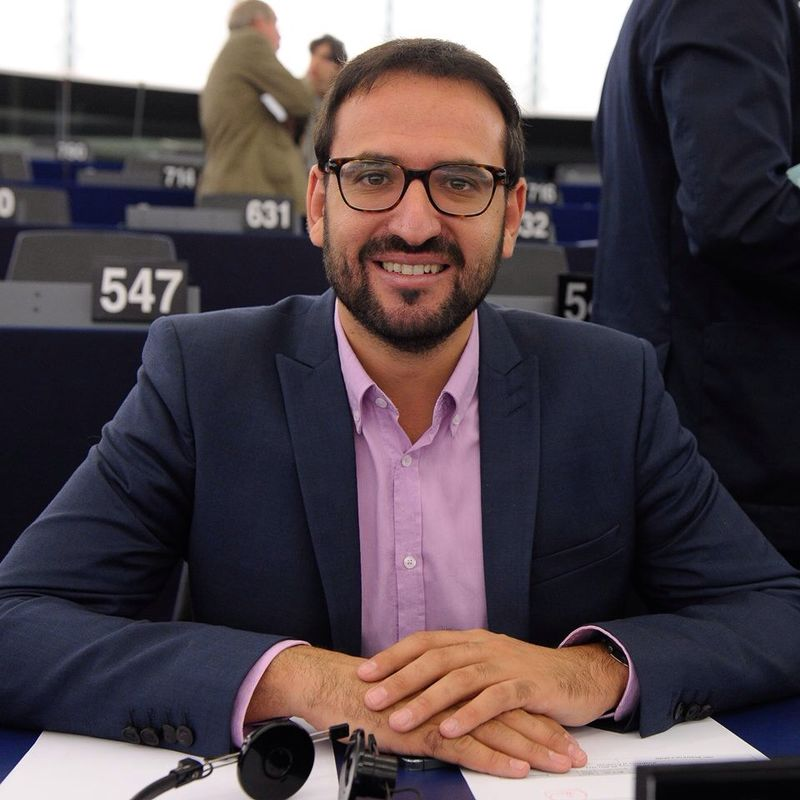
En el Parlamento Europeo

En su primera legislatura en el Parlamento Europeo fue miembro de la comisión  de Agricultura y Desarrollo Rural y de la comisión de Empleo y Asuntos Sociales. De sus trabajos parlamentarios destacó por ser el ponente del informe sobre los aspectos sociales y de empleo en el marco del proceso de gobernanza económica del semestre europeo del año 2014 y 2015, así como su apuesta por un sistema de rentas mínimas o el seguro europeo de desempleo. Los años anteriores fue el ponente alternativo del grupo socialista y demócratas en dicho proceso.
En octubre de 2012 fue nombrado Secretario General de la Delegación Socialista Española en el Parlamento Europeo, cargo para el que fue reelegido el 8 de septiembre de 2014.
Desde las elecciones del 25 de mayo de 2014 es el portavoz de los socialistas españoles en la Comisión de Mercado Interior  y miembro de la comisión de Empleo y Asuntos Sociales. En septiembre de 2017 fue elegido Vicepresidente de la Comisión de Mercado Interior y Protección al consumidor del Parlamento Europeo destacando en su trabajo en pro de una regulación de la emergente economía digital.
Dentro del PSOE ha tenido numerosas responsabilidades. En el 38.º Congreso Federal del PSOE celebrado en Sevilla los días 3,4 y 5 de febrero de 2012 fue elegido vocal de la Comisión Ejecutiva Federal del PSOE liderada por Alfredo Pérez Rubalcaba como Secretario General, siendo adjunto a la Vicesecretaría General del PSOE que ostentó Elena Valenciano.
Durante las elecciones al Parlamento Europeo del 25 de mayo de 2014 fue el vicecoordinador del comité electoral federal del PSOE. El coordinador de esa campaña fue Oscar López, Secretario de Organización del PSOE.